# لی دورسی
لی دورسی (انگلیسی: Lee Dorsey؛ ۲۴ دسامبر ۱۹۲۴ – ۱ دسامبر ۱۹۸۶) یک موسیقی‌دان اهل ایالات متحده آمریکا بود.